# 1578
| 1578               |
| ------------------ |
| Dødsfald - Fødsler |
|                    |

| Gregoriansk kalender | 1578 MDLXXVIII          |
| Ab urbe condita      | 2331                    |
| Armensk kalender     | 1027 ԹՎ ՌԻԷ             |
| Kinesiske kalender   | 4274 – 4275 丁丑 – 戊寅 |
| Etiopisk kalender    | 1570 – 1571             |
| Jødisk kalender      | 5338 – 5339             |
| Hindukalendere       |                         |
| - Vikram Samvat      | 1633 – 1634             |
| - Shaka Samvat       | 1500 – 1501             |
| - Kali Yuga          | 4679 – 4680             |
| Iransk kalender      | 956 – 957               |
| Islamisk kalender    | 986 – 987               |

Konge i Danmark: Frederik 2. 1559-1588
Se også 1578 (tal)

## Begivenheder
- Slotsgade 22 bygget i Haderslev.[1]

## Født
- Anders Steensen Bille (død 1634).
- 14. april – Filip 3. af Spanien (død 1621).
- 9. juli – Ferdinand 2. (Tysk-romerske rige) (død 1637).

## Dødsfald
- 4. april - Jørgen Hansen Tausen, dansk præst (født ca. 1535).